# كازيميرز دابروفسكي
كازيميرز دابروفسكي (بالبولندية: Kazimierz Dąbrowski)‏ هو عالم نفس وطبيب نفسي بولندي، ولد في 1 سبتمبر 1902 في Klarów ‏ في بولندا، وتوفي في 26 نوفمبر 1980 في وارسو في بولندا.